# Dalibor Doder
Dalibor Doder (24. maj 1979, Malme) je švedski rukometaš poreklom iz Srbije. Otac mu je rodom iz Jaše Tomića (Srbija), a majka iz Podgorice (Crna Gora).
Igra na poziciji srednjeg spoljnjeg, ali zbog čestih izmjena mesta može igrati i levog i desnog beka. Od 1998. je član rukometne reprezentacije Švedske i jedan je od najboljih igrača. Trenutno igra za nemački klub GWD Minden čiji je član od 2010. godine.